# 投票行為
投票行為，或稱選民行為，是指選民通過評價和選擇替代的人、方案和政黨，以分配權力和撤回權力為目的的行為。投票行為及其決定因素是選舉研究的主題。政治學和心理學專業知識有助於理解投票行為。政治學將投票行為作為選舉實證研究的一部分進行檢驗。政黨和媒體對這一政治學領域非常感興趣，因此得到了很好的研究。實證研究考察了對選民決定的影響。以下是粗略的區分：
- 理性或感性因素
- 短期或長期影響
- 經驗或期望
- 個人決定或集體決定

要對有關投票決定的行為進行推斷和預測，必須考慮某些決定性因素，例如性別、族群、文化價值觀等。此外，在觀察選舉行為時可以採取更理論化的方法；例如研究選民生活地區和財富與其選舉選擇之關聯。此外，關鍵的公眾影響包括情緒的作用、政治社會化、對政治觀點和媒體多樣性的容忍度。這些因素對投票行為的影響可以藉由對於態度、信念、圖式、知識結構（英語：knowledge structure）的形成，以及資訊處理的實踐等相關理論來進行理解。例如，來自不同國家的調查表明，人們在擁有投票權等權利的個人主義文化中通常擁有相對積極的整體心理狀態。 此外，來自家人和朋友的社會影響（英語：Social Influence）和同儕效應（英語：peer effect）也在選舉和投票行為中發揮重要作用。 投票決策受內部流程和外部影響的程度改變了做出真正民主決策的品質。Bruter 和 Harrison 表示，這一決定不僅僅是一種偏好的表達，因為選民在選舉中發揮了作用，並區分了“裁判”和“支持者”。

## 解釋
以下解釋方法是該研究領域之代表論述，它們部分相互對立，部分相互依存：
- 社會結構方法（包括社會學或群體理論方法）聲稱選民的投票決定是基於社會結構的特徵，如年齡、性別或社會背景，如職業地位，支持某種政治選擇以及從屬關係、宗教取向或居住地的大小。為此，美國選舉研究特別開發了微觀和宏觀社會學方法的解釋模式，區分決定行為的社會群體規模。選舉研究也使用了 Lipset 和 Rokkan 的Cleavage理論藉著社會衝突線的概念來解釋政黨關係。哥倫比亞學派根據俄亥俄州伊利縣1940年總統選舉的數據指出，選民的社會經濟地位、宗教信仰和居住地區在決定選民投票率方面起著重要作用。
- 社會心理學方法，也稱為安娜堡或密歇根模型（因其研究者之根據地而命名），通過政治態度（對政治目標與情境的認知、信仰，以及評價與情緒反應，並且試圖影響政府決策活動的一種心理層面之準備和傾向）解釋投票行為。基於社會結構方法、長期形成的政黨認同、對政治問題和事實問題的態度，以及頂級候選人（英語：top candidate）的個人形象。密歇根學派使用1956 年美國總統選舉的數據指出心理因素，從長遠來看，喜歡或忠誠於政黨或黨派會帶來影響。同時，在短期內，候選人的形象具有很強的影響力，而在相類似的短期因素中，對政策議題的態度影響較小。然而，該研究結論遭批評，因為它暗示美國民主最終是“暴民政治”，選民是不理性的。批評者表示，沒有選擇研究者提出的問題的選民，在政策議題上的投票被認為是不理性的，密歇根模型使用了1956年美國總統大選的數據，它基於1950年代美國社會之政策衝突相對穩定而不明顯。
- 理性選民的理性選擇方法或模型：人們主要以利益為導向的方式做出決定。他的個人、經濟優勢是決策的唯一依據。
- 社會環境模型
- 業績回顧投票行為（英語：retrospective voting）是在1980年代被提出的一種模式，選民對政府官員過去的表現進行評判，並以此為基礎進行投票。該模型側重於這樣一個事實，即績效投票對選民的信息成本低於政策議題投票。換句話說，即使選民基於政黨之間預期效用的差異或對政策議題的態度來投票並不那麼理性，但也可能基於對執政黨在選舉前一段時間的表現之評價。 選民可以說是足夠理性的主體。
- 最小化最大遺憾（英語：minimizing maximum regret）模型由 Morris Fiorina 和 John Ferejohn 提出。一般而言，理性行動者尋求最大化其最大效用並最小化其最大潛在損失，而選民傾向於選擇後者。策略性投票與此相關。

## 不同條件下的投票評判標準變動
根據選舉的類型，個人在投票時使用不同的評判標準。因此，投票行為也以舉行之選舉為條件。根據選民的偏好結果，不同的因素在全國選舉和地區選舉中發揮作用。對於每個人來說，黨派忠誠度、對現任的滿意度、就業情況、性別、宗教和階級等因素的重要性順序在全國或地區選舉中可能看起來非常不同，即使選舉發生在相對相似的候選人、問題和時間範圍內也是如此。例如，宗教在全國選舉中可能比在地區選舉中發揮更大的作用，反之亦然。這些類型的選舉發生在城市或農村環境中的地點的重要性是影響選民心態的另一個因素。
2004年塞浦路斯公投後的研究根據選舉類型確定了四種不同的投票行為。如果公民被要求在總統、立法、地方選舉或公民投票中行使其投票權，他們將使用不同的決策標準。在全國選舉中，人們通常會根據自己的政治信仰投票。在地方和地區選舉中，人們傾向於選出那些看起來更有能力為他們的地區做出貢獻的人。公投遵循另一種邏輯，因為人們被特別要求投票支持或反對明確定義的政策。

## 情感影響
越來越多關於情感在政治中的重要性的文獻發現，情感狀態在公眾投票行為中發揮著既有益又有偏見的作用。這裡的情感是指情緒或感覺的體驗，常與認知相對照來描述。這項工作主要源於心理學關於情感狀態參與人類判斷和決策的方式的發現。
傳統上，政治學研究在其大眾政治行為理論中忽略了非理性考慮，但社會心理學的結合變得越來越普遍。在探索情感對投票的影響時，研究人員認為，焦慮和熱情等情感狀態會鼓勵對新的政治信息進行評估，從而通過導致更深思熟慮的選擇來促進政治行為。 有研究也發現情緒和心境等情感因素可以顯著影響選民的投票選擇。例如，有證據表明，各種與候選人評估無關但會激起情緒的事件，例如運動競賽的結果和天氣會顯著影響投票當下之決定。
研究已提出幾個變量來調節情緒和投票之間的關係。其中一個變量可能是政治世故化（英語：political sophistication），世故化程度越高的選民更有可能對政治刺激產生情緒反應，因此在投票選擇時更容易出現情緒偏見。 情感強度也被證明可以調和情感與投票之間的關係，一項研究發現，對於較高強度的情感衝擊，估計效果會增加一倍。
另一個影響投票行為的變量是天氣。當人們感覺到氣候炎熱時，其行為會產生不同的影響，因為它會導致更高程度的喚醒。因此，由於溫度升高而引起的喚醒增加可能會影響選舉結果，因為它可能會影響選民投票率等集體行為。有研究發現，高溫會增加憤怒，這反過來又會激勵人們投票。

### 情感影響投票的機制

#### 憤怒
情感理論預測憤怒增加了概略知識（英語：generalized knowledge）的使用，以及對刻板印象和其他捷思法的依賴。在馬薩諸塞大學阿默斯特分校一項針對學生進行的實驗表明，與那些被恐懼激發的人相比，在候選人之間進行選擇時，被激發為憤怒狀態的人較少依賴問題一致性（英語：issue-concordance）。 在一項單獨的實驗室研究中，被激怒情緒激發的受試者明顯不太可能尋找有關候選人的信息，並且花費更少的時間在網絡上審查候選人的政策立場。

#### 焦慮
情感智能理論（英語：Affective intelligence theory）將焦慮確定為一種有影響能力的情緒，它可以增加政治注意力，同時減少在候選人之間做出決定時對政黨認同的依賴，從而提高決策能力。報告對選舉感到焦慮的選民更有可能投票給他們喜歡其政策的候選人，而報告對候選人感到焦慮的黨員投票給反對黨候選人的可能性是其兩倍。

#### 恐懼
心理學研究表明，經歷恐懼的人在做出選擇時會依賴更詳細的處理過程。 一項研究發現，與那些充滿憤怒的人相比，在假設的投票活動之前，充滿恐懼的受試者花更多的時間在網絡上尋找信息。

#### 情緒不穩定
又稱神經質，其特徵是對壓力源的反應更加極端和適應不良，並且更有可能產生負面情緒（如焦慮、憤怒和恐懼）。 這是許多選舉和公投的重要影響因素，例如2016年歐盟公投和2016年美國總統選舉，它們都是從民粹主義的角度出發，利用選民的恐懼。 這種概念是檢測和響應具有威脅或危險的刺激的較低閾值，這表明具有這種特徵的人將更容易接受民粹主義等運動，民粹主義專門利用對迫在眉睫的威脅和危險的恐懼。研究表明，一旦這些恐懼被激活，它們就會影響各種決策，包括投票行為。

### 投票對情緒的影響
投票行為本身會產生情緒反應，這可能會使選民做出的選擇產生偏差，並可能影響隨後的情緒狀態。
一項針對以色列選民的研究發現，選民的皮質醇水平，即所謂的“壓力荷爾蒙”，在即將進入投票站前明顯高於在類似的非選舉日測得的個人基線水平。 這對於投票選擇可能很重要，因為已知皮質醇會影響記憶鞏固、記憶檢索以及尋求獎勵和冒險的行為。 急性壓力可能會擾亂決策並影響認知。
此外，在2008年美國總統選舉後對安阿伯和達勒姆的選民進行的研究表明，部分證據顯示，相對於選擇獲勝候選人的選民，投票給失敗的候選人可能會導致皮質醇水平升高。
此外，Rui Antunes 在 2010 年的一項學術研究中指出，在美國的人們與政黨建立了個人關係。這可能是由於在當地通過社會化過程發展這種關係的強烈影響，這在某種程度上是由個人背景的性質引起的。

## 改變投票行為的原因
以下是一些改變投票行為的原因：
- 社會變革、個性化（英語：Individualization）和不斷變化的價值觀
- 歷史變化，這可能導致對政治的要求發生變化
- 由於政治家對社會結構變化的關注不足，人們對政治越來越缺乏興趣，並表現出對政治的失望
- 由於媒體的變化，政治醜聞的發布越來越簡單

此外，全球化（包括文化價值觀的變化）和經濟變化也很重要

## 心理學相關論述
政治心理學研究顯示情感影響的方式可能有助於選民做出更明智的投票選擇，一些論述提出該類影響可以解釋選民如何在整體政治關注度和成熟度較低的情況下做出明智的政治選擇。
Bruter 和 Harrison 認為，選舉心理學（英語：electoral psychology）包括人格、記憶、情緒和其他心理因素影響公民的選舉經驗和行為。
Amos Tversky 和 Daniel Kahneman 提出的損失規避理論通常與投票行為有關，因為人們更有可能使用投票來避免不利政策的影響，而不是支持有利政策。從心理學的角度來看，價值參考（英語：value references）對於確定個人偏好至關重要。 此外，可以爭論的是，損失規避只存在於高風險的事實可以作為其驗證，因為它表明即使人們非常關心他們的決定的結果，他們仍然有偏見。 這一點在選舉和全民公投中很明顯，因為選民根據成本效益分析做出選擇。例如，有人提出，損失規避理論可以用來解釋為什麼負面偏誤在2014年蘇格蘭獨立公投中發揮了至關重要的作用。

## 也可以看看
- 策略性投票
- 從眾效應
- 布萊德利效應
- 政治心理學